# バンクコンフリクト
バンクコンフリクト（英: bank conflict）とは、GPUの各スレッドが共有メモリの同じバンクに同時アクセスを行うことにより発生する衝突である。

## 防止策

### パディング
例えばa[16][16]の配列を16のスレッドで処理をした際に、全てのスレッドが同じバンクにアクセスしてしまい、バンクコンフリクトが発生することがある。この場合、中身のない列を加え、a[16][17]の配列にすることにより、同時にアクセスするバンクをずれ、これを回避することができる。